# ベッツィ・パーマー
ベッツィ・パーマー（Betsy Palmer 本名：Patricia Betsy Hrunek 1926年11月1日 - 2015年5月29日）は、アメリカ合衆国の女優。ベッツィ・パルマーとも表記される。『13日の金曜日』の殺人鬼ジェイソン・ボーヒーズの母パメラ役で有名。

## 来歴
インディアナ州イースト・シカゴ出身。父親はチェコスロバキアからの移民。
1950年代から映画、テレビドラマに幅広く出演。ヘンリー・フォンダ、ジャック・レモン、ジョーン・クロフォード、タイロン・パワーといった大スターと共演してきた。
1972年を最後に一旦第一線を退いたが、1980年、『13日の金曜日』シリーズの殺人鬼ジェイソン・ボーヒーズの母パメラ役で復帰。その後はホラーやサスペンス映画を中心に出演。ただし、『フレディVSジェイソン』でパメラ役を再びオファーされたが、断っている。
2015年5月29日、老衰のためコネチカット州のホスピスケアセンターで死去。88歳没。

## 主な出演作品
- マーティ Marty (1953) テレビドラマ
- 長い灰色の線 The Long Gray Line (1955)
- ミスタア・ロバーツ Mister Roberts (1955)
- 胸に輝く星 The Tin Star (1957)
- 13日の金曜日 Friday the 13th (1980)
- 13日の金曜日PART2 Friday the 13th Part 2 (1981) カメオ出演
- アズ・ザ・ワールド・ターンズ As the World Turns (1982)
- ジェシカおばさんの事件簿 Murder,She Wrote (1985,1989) テレビドラマ
- 神々の風車 Windmills of the Gods (1987) テレビ映画
- 新・刑事コロンボ「大当たりの死」 Columbo: Death Hits the Jackpot (1991) テレビドラマ